# ルトフ・アリー・ハーン
ルトフ・アリー・ハーン（? - 1794年）は、ザンド朝の第8代、最後の君主（在位：1789年 - 1794年）。

## 生涯
第7代君主のジャアファル・ハーンの子。1789年に父が部下に暗殺されたため、跡を継いだ。父を暗殺した部下を始末すると、シーラーズに本拠を移してカージャール朝のアーガー・モハンマド・シャーの侵入を数度にわたって防いだ。
このため、アーガー・モハンマド・シャーは標的をケルマーンに変更し、同地を占領すると城内の男子を全て殺すか目を潰した。また2万に及ぶ女子供は奴隷として扱われた。こうしてルトフは孤立して結局、バムの街で生け捕られた。ルトフはアーガー・モハンマド・シャーによって目を潰されて拷問を受けた後、イスファハーンに連行されて処刑されたという。こうしてザンド朝は滅亡した。